# Mała Karczma
Mała Karczma – osada wsi Rakowiec w Polsce, położona w województwie pomorskim, w powiecie tczewskim, w gminie Gniew. Wchodzi w skład sołectwa Rakowiec.
W latach 1975–1998 osada administracyjnie należała do województwa gdańskiego.
W osadzie znajdowała się stacja kolejowa Mała Karczma.